# ChS7型电力机车

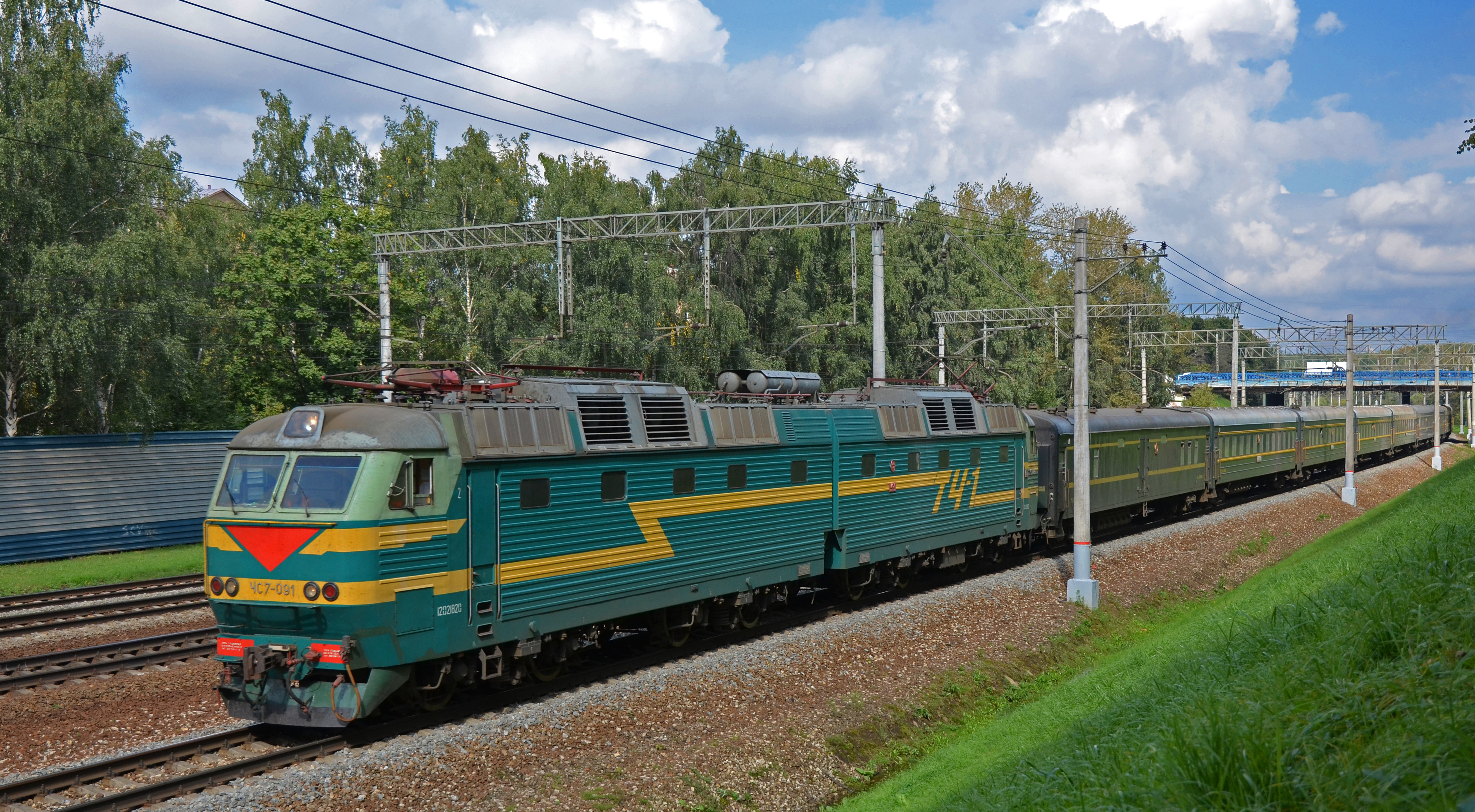
ChS7-091号机车牵引K3/4次列车俄罗斯段

ChS7型电力机车（俄語：ЧС7），是苏联的准高速干线客运电力机车车型之一，适用于供电制式为3千伏直流电的电气化铁路。
自1950年代起，按经济互助委员会分工，苏联向东欧国家出口干线柴油机车，而从捷克斯洛伐克进口电力传动调车柴油机车和客运电力机车，ChS7型电力机车为其中之一。ChS7型电力机车是斯柯达公司于1983年研制成功的双机重联准高速客运电力机车，也是苏联国内功率最大的客运电力机车之一。机车轴式2×（Bo-Bo），持续功率6160千瓦，最高运行速度160公里/小时。